# Nate Holland
Nate Holland (ur. 8 listopada 1978 w Sandpoint) – amerykański snowboardzista, dwukrotny medalista mistrzostw świata.

## Kariera
Po raz pierwszy na arenie międzynarodowej pojawił się 1 marca 1996 roku w Willamette Pass, gdzie w zawodach FIS Race zajął dwunaste miejsce w gigancie. W Pucharze Świata zadebiutował 11 grudnia 2003 roku w Whistler, gdzie zajął piąte miejsce w snowcrossie. Na podium zawodów pucharowych po raz pierwszy stanął 26 lutego 2005 roku w Jōetsu, kończąc rywalizację na trzeciej pozycji. W zawodach tych wyprzedzili go jedynie Kanadyjczyk Drew Neilson i kolejny reprezentant USA, Seth Wescott. Najlepsze wyniki w Pucharze Świata osiągnął w sezonie 2006/2007, kiedy to zajął drugie miejsce w klasyfikacji generalnej snowcrossu.
W 2007 roku zdobył brązowy medal w snowcrossie podczas mistrzostw świata w Arosa. Uplasował się tam za Francuzem Xavierem de Le Rue i Sethem Wescottem. Wynik ten powtórzył na mistrzostwach świata w La Molina w 2011 roku, przegrywając z Alexem Pullinem z Australii i Wescottem. Był też między innymi czwarty na mistrzostwach świata w Kreischbergu w 2015 roku. Startował na igrzyskach olimpijskich w Turynie w 2006 roku, gdzie zajął 14. miejsce w snowcrossie. Na rozgrywanych cztery lata później igrzyskach w Vancouver był czwarty tej samej konkurencji. Brał też udział w igrzyskach olimpijskich w Soczi w 2014 roku, gdzie rywalizację ukończył na 25. pozycji.

## Osiągnięcia

### Igrzyska olimpijskie
| Miejsce | Dzień     | Rok  | Miejscowość | Konkurencja    | Zwycięzca       |
| ------- | --------- | ---- | ----------- | -------------- | --------------- |
| 14.     | 14 lutego | 2006 | Turyn       | Snowboardcross | Seth Wescott    |
| 4.      | 15 lutego | 2010 | Vancouver   | Snowboardcross | Seth Wescott    |
| 25.     | 18 lutego | 2014 | Soczi       | Snowboardcross | Pierre Vaultier |

### Mistrzostwa świata
| Miejsce | Dzień       | Rok  | Miejscowość   | Konkurencja    | Zwycięzca        |
| ------- | ----------- | ---- | ------------- | -------------- | ---------------- |
| 3.      | 14 stycznia | 2007 | Arosa         | Snowboardcross | Xavier de Le Rue |
| 13.     | 18 stycznia | 2009 | Kangwŏn       | Snowboardcross | Markus Schairer  |
| 3.      | 18 stycznia | 2011 | La Molina     | Snowboardcross | Alex Pullin      |
| 4.      | 16 stycznia | 2015 | Kreischberg   | Snowboardcross | Luca Matteotti   |
| 25.     | 12 marca    | 2017 | Sierra Nevada | Snowboardcross | Pierre Vaultier  |
| 17.     | 1 lutego    | 2019 | Solitude      | Snowboardcross | Mick Dierdorff   |

### Puchar Świata

#### Miejsca w klasyfikacji generalnej SBX
- sezon 2003/2004: 17.
- sezon 2004/2005: 3.
- sezon 2005/2006: 4.
- sezon 2006/2007: 2.
- sezon 2007/2008: 15.
- sezon 2008/2009: 7.
- sezon 2009/2010: 4.
- sezon 2010/2011: 8.
- sezon 2011/2012: 3.
- sezon 2012/2013: 7.
- sezon 2013/2014: 21.
- sezon 2014/2015: 20.
- sezon 2015/2016: 16.
- sezon 2016/2017: 12.
- sezon 2017/2018: 20.

#### Zwycięstwa w zawodach
1. Sierra Nevada – 11 marca 2005 (snowcross)
2. Saas-Fee – 22 października 2005 (snowcross)
3. Bad Gastein – 10 stycznia 2010 (snowcross)
4. Veysonnaz – 22 stycznia 2012 (snowcross)
5. Pjongczang – 27 lutego 2016 (snowcross)
6. Veysonnaz – 17 marca 2018 (snowcross)

#### Miejsca na podium
1. Jōetsu – 26 lutego 2005 (snowcross) - 3. miejsce
2. Whistler – 8 grudnia 2005 (snowcross) - 2. miejsce
3. Furano – 17 lutego 2007 (snowcross) - 2. miejsce
4. Lake Placid – 8 marca 2007 (snowcross) - 2. miejsce
5. Lake Placid – 11 marca 2007 (snowcross) - 2. miejsce
6. Sungwoo – 15 lutego 2008 (snowcross) - 2. miejsce
7. Bad Gastein – 10 stycznia 2009 (snowcross) - 3. miejsce
8. Valmalenco – 18 marca 2011 (snowcross)  - 3. miejsce
9. Veysonnaz – 19 stycznia 2012 (snowcross) - 2. miejsce
10. Arosa – 9 marca 2013 (snowcross) - 2. miejsce

- W sumie (6 zwycięstw, 7 drugich i 3 trzecie miejsca).